# Prästnäset
Prästnäset är en bebyggelse på udden med samma namn i sjön Töck strax nordväst om Töcksfors i  Töcksmarks socken i Årjängs kommun i Värmland. SCB avgränsar här sedan 2020 en småort.